# Graniczna Placówka Kontrolna Warszkajty
Graniczna Placówka Kontrolna Warszkajty – pododdział Wojsk Ochrony Pogranicza pełniący służbę na przejściu granicznym z ZSRR Bezledy-Bagrationowsk.

## Formowanie i zmiany organizacyjne
W październiku 1945 roku Naczelny Dowódca WP nakazywał sformować na granicy 51 przejściowych punktów kontrolnych.
Obsada PPK składała się z 10 żołnierzy i 1 pracownika cywilnego. Przejściowy Punkt Kontrolny nr 16 w Warszkajtach rozformowano 27 marca 1947 roku.

## Komendanci odcinka
- kpt. Kazimierz Mietliński (był 10.1946)[b].